# Alois Andritzki
Alois Andritzki (auch Aloys; obersorbisch Alojs Andricki; * 2. Juli 1914 in Radibor; † 3. Februar 1943 im KZ Dachau) war ein sorbischer katholischer Priester und Märtyrer aus dem Bistum Meißen. Er war ein entschiedener Gegner des Nationalsozialismus und wurde im Konzentrationslager Dachau ermordet. Er wird von der römisch-katholischen Kirche als Seliger verehrt und ist der erste aus Sachsen stammende Selige. Sein Gedenktag ist der 3. Februar.

## Leben

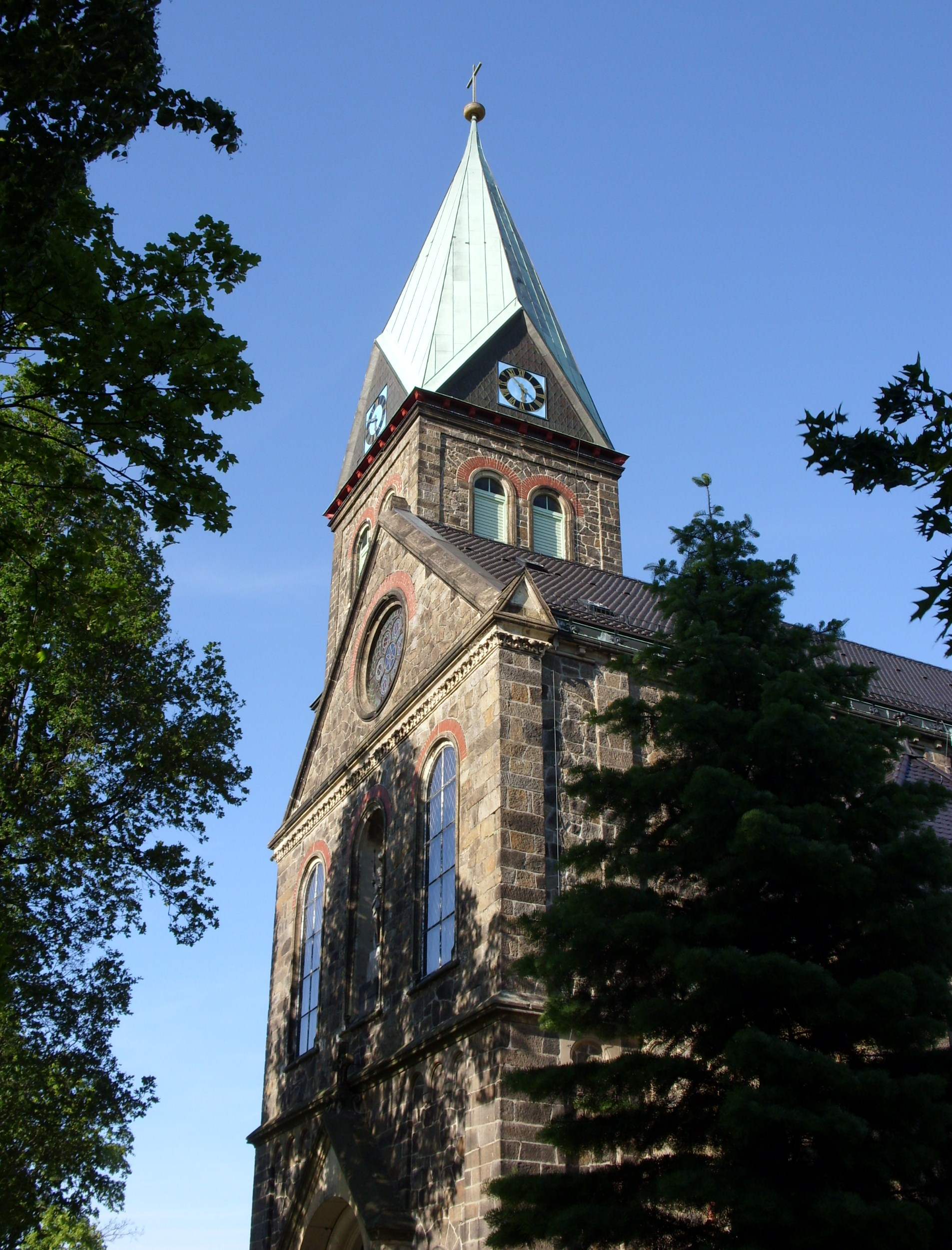
In der Radiborer Pfarrkirche feierte Andritzki 1939 seine Primiz

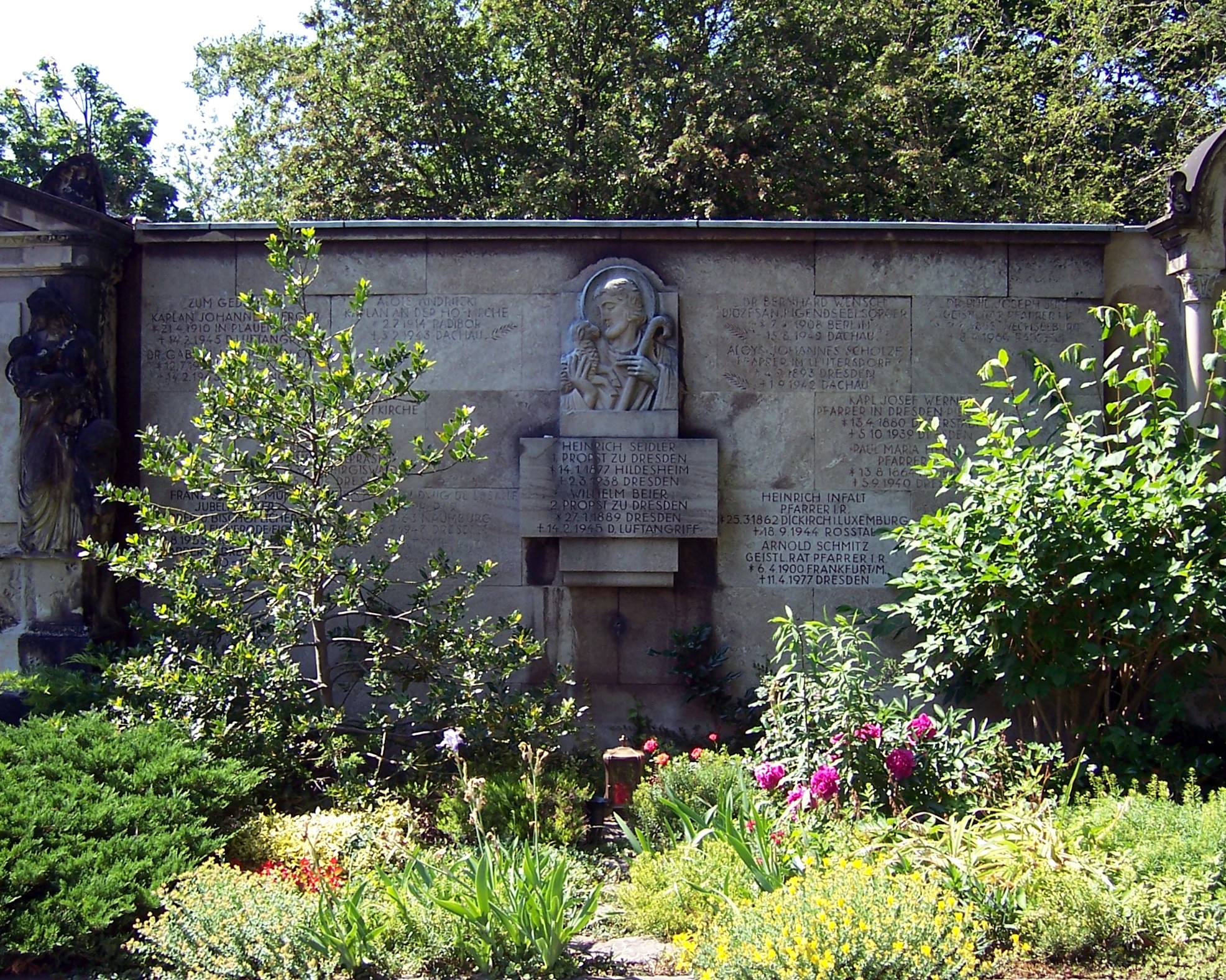
Ehemaliges Grab von Alois Andritzki in der großen Priestergruft des Alten Katholischen Friedhofs Dresden

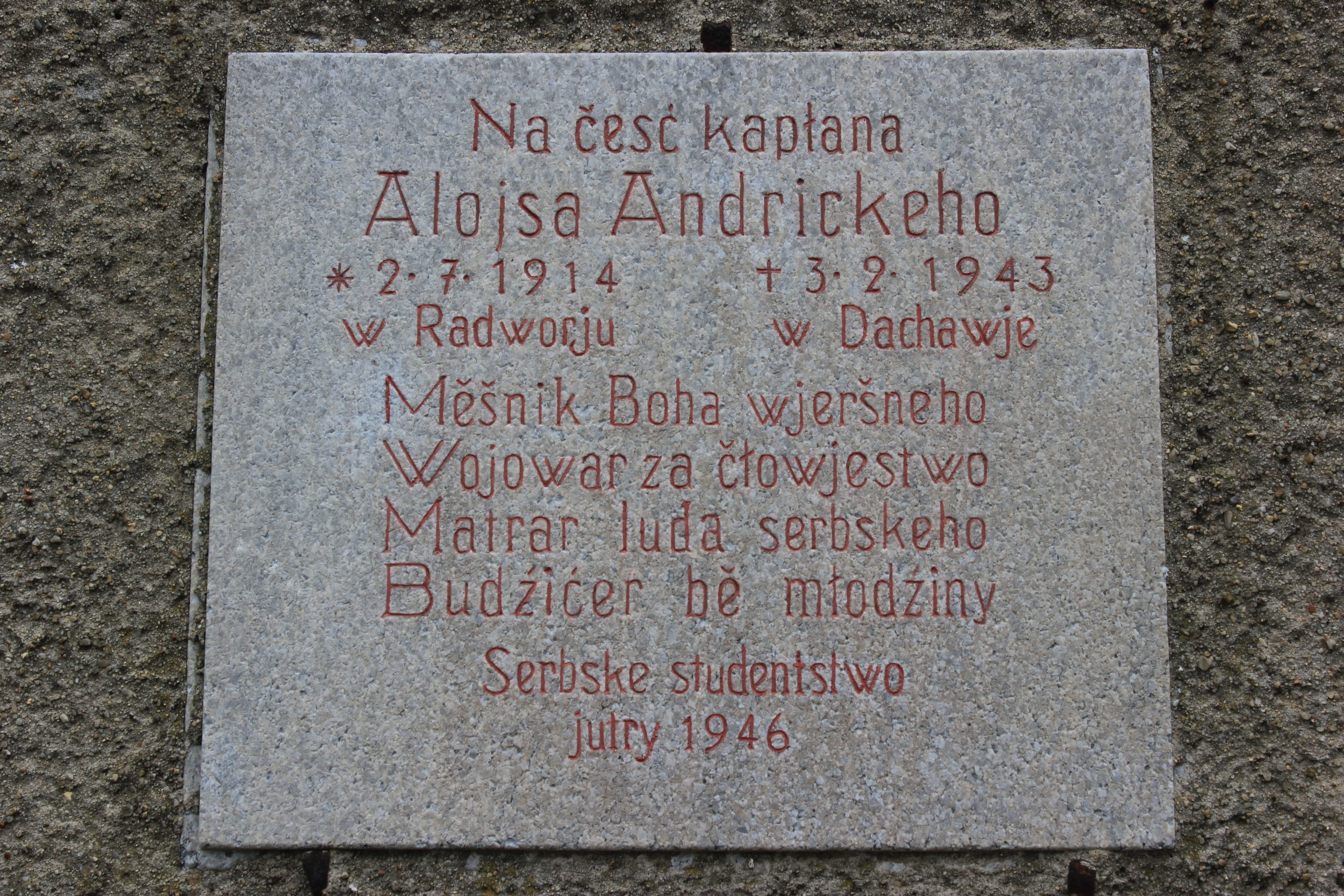
Erste Gedenktafel an der Kreuzkirche in Radibor aus dem Jahr 1946

Alois Andritzki war der Sohn des Lehrers, Schulleiters, Organisten und Kantors Johann Andritzki (Jan Andricki) und dessen Frau Magdalena, geb. Ziesch (Madlena Andriccyna, rodź. Cyžec). Er hatte zwei Schwestern (Marja, Marta) und drei Brüder (Jan, Gerat, Alfons). Seine drei Brüder studierten ebenfalls Theologie; der jüngste Bruder Alfons, der dem Jesuitenorden angehörte, fiel als Soldat im Zweiten Weltkrieg.
Alois Andritzki besuchte in seinem Heimatort die Volksschule, wechselte nach vier Jahren Grundschule auf die katholische höhere Aufbauschule in Bautzen und legte die Hochschulreifeprüfung mit Auszeichnung ab. Von 1934 bis 1938 studierte er an der Philosophisch-Theologischen Akademie Paderborn Theologie und Philosophie. Im Anschluss an sein Studium lebte er im Priesterseminar des Bistums Meißen in Schmochtitz bei Bautzen. Andritzki war als Schüler Mitglied des sorbischen Gymnasialverbandes „Włada“ und zwei Jahre lang dessen Vorsitzender. Während seines Studiums war er Redakteur der sorbischen Studentenzeitschrift Serbski student und Sprecher der sorbischen Studentenschaft.
Am 30. Juli 1939 empfing Alois Andritzki durch Bischof Petrus Legge im St.-Petri-Dom zu Bautzen die Priesterweihe. Die Primiz feierte er am 6. August 1939 in seiner Heimatgemeinde in Radibor. Er wurde Kaplan an der Katholischen Hofkirche zu Dresden. Dort war er mit den Aufgaben eines Jugendseelsorgers, Präfekten der Dresdner Kapellknaben und Präses der Dresdner Kolpingfamilie betraut.
Alois Andritzki war der NSDAP und den staatlichen Stellen wegen seiner ablehnenden Haltung gegen die nationalsozialistische Ideologie unbequem. In Vorträgen und bei Zusammenkünften prangerte er die Verfolgung von Geistlichen und Gläubigen durch die Nationalsozialisten an und kritisierte die Schriften des NS-Ideologen Alfred Rosenberg.
Nachdem zunächst versucht wurde, ihn durch Verhöre einzuschüchtern, verhafteten ihn am 21. Januar 1941 Angehörige der Gestapo und brachten ihn nach weiteren Verhören am 7. Februar 1941 zur Untersuchungshaft in das Dresdner Untersuchungsgefängnis an der George-Bähr-Straße. Vor dem Dresdner Sondergericht wurde er im Juli 1941 wegen „heimtückischer Angriffe auf Staat und Partei“ („Heimtückegesetz“) angeklagt und zu einer Gefängnisstrafe von sechs Monaten verurteilt. Da er die Zusammenarbeit mit den Nationalsozialisten verweigerte, wurde er am 2. Oktober 1941 von Dresden in das Konzentrationslager Dachau abtransportiert. Dort war er mit anderen Geistlichen im „Pfarrerblock“ eingesperrt. Alois Andritzki erhielt die Häftlingsnummer 27829.
Während seiner Lagerzeit bemühte sich Kaplan Andritzki trotz der widrigen Haftbedingungen um eine seinem Priestertum entsprechende Haltung und Lebensführung. Mit anderen Priestern studierte er regelmäßig die Heilige Schrift und bildete mit ihnen einen Liturgiekreis. Andritzki schloss sich einer Gruppe von Schönstattpriestern an und lernte Josef Kentenich kennen, der am 13. März 1942 in den Dachauer Priesterblock eingeliefert wurde. Im Dezember 1942 brach unter den unterernährten Häftlingen infolge der schlechten hygienischen Verhältnisse im Konzentrationslager Typhus aus. Kurz nach Weihnachten 1942 erkrankte auch Alois Andritzki. Er meldete sich erst am 19. Januar 1943 im Krankenrevier. Während dieser Zeit lag er dort zusammen mit dem Priester Hermann Scheipers in der Baracke für Bauchtyphuskranke. Nach dessen Bericht wurde Alois Andritzki, als er im Sterben liegend einen Häftlingspfleger bat, ihm einen Priester zur Spendung der Heiligen Kommunion zu rufen, von diesem mit den Worten: „Christus will er? Eine Spritze bekommt er!“ durch eine Giftinjektion getötet.
Die Beisetzung der Urne mit der Asche des ermordeten Priesters, die die Verwaltung des KZ Dachau der Familie zuschickte, erfolgte am 15. April 1943 in Dresden auf dem Alten Katholischen Friedhof an der Friedrichstraße. Am 5. Februar 2011 wurde die Urne in Anwesenheit Tausender Gläubiger mit einer feierlichen Prozession in die Dresdner Hofkirche überführt.

## Gedenken und Ehrungen

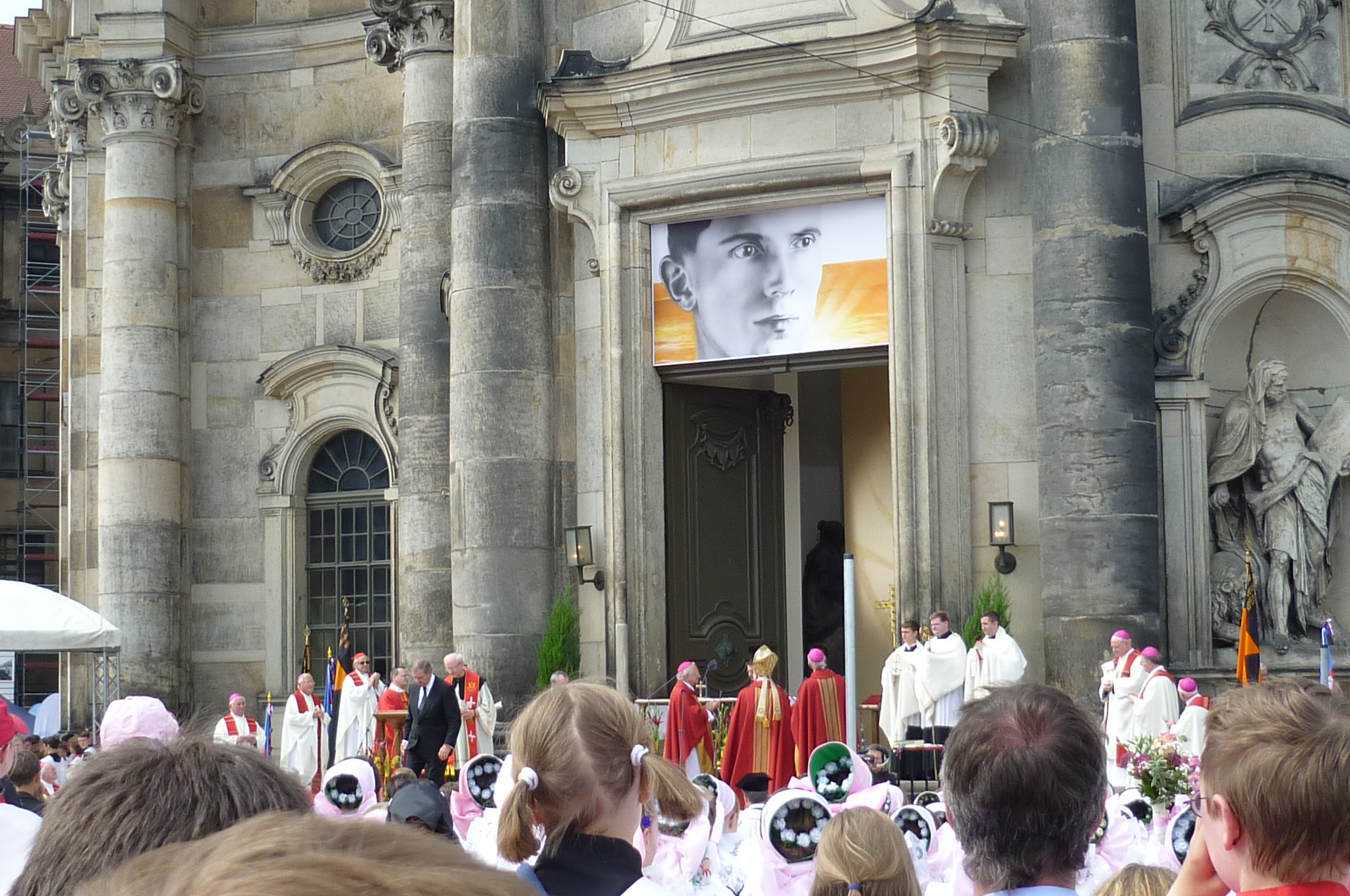
Pontifikalamt zur Seligsprechung von Alois Andritzki vor der Kathedrale in Dresden

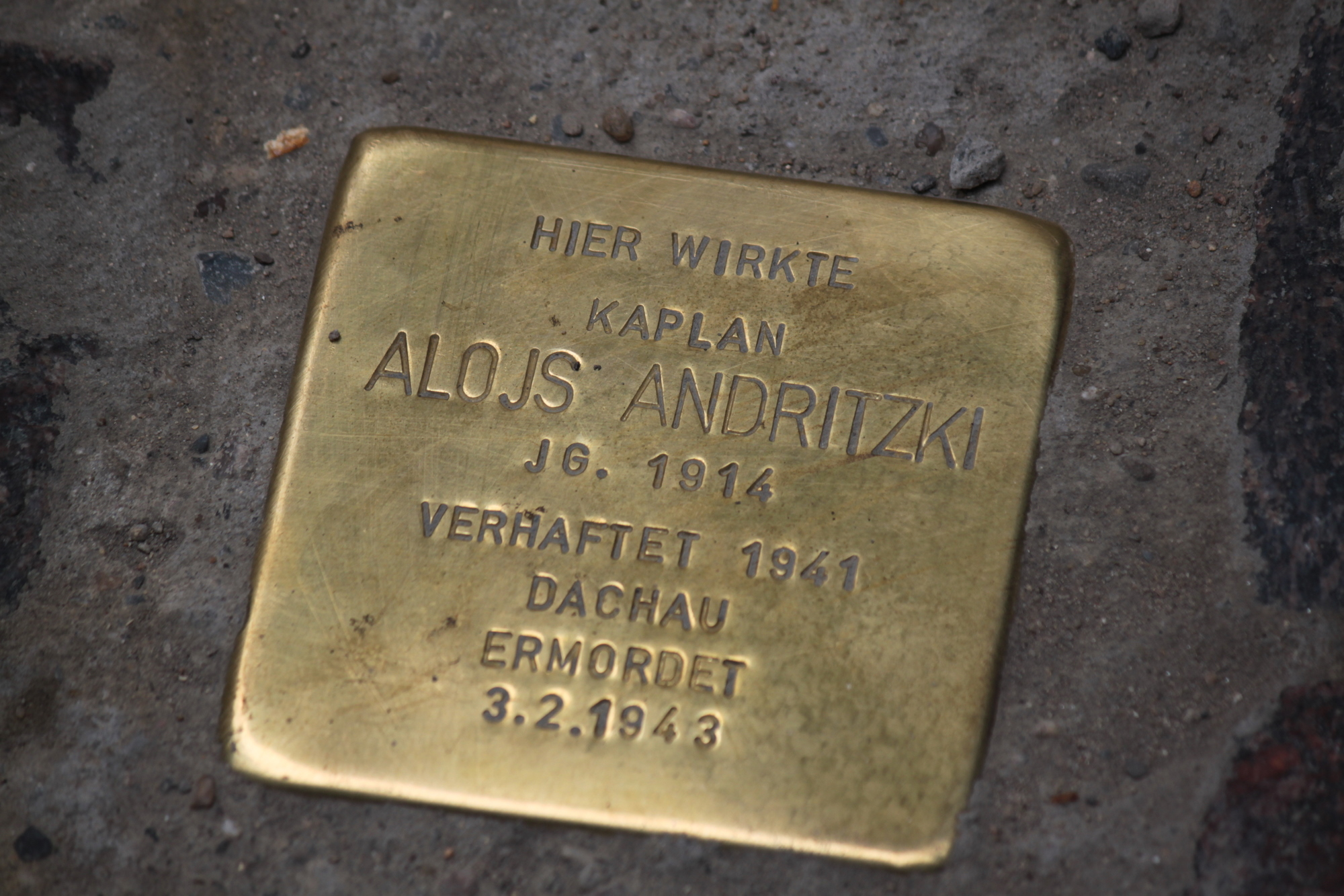
Stolperstein für Alois Andritzki

Zu Ostern 1946 enthüllten sorbische Studenten an der Kreuzkirche in Radibor eine Gedenktafel für Alois Andritzki. Bei der sorbischen Bevölkerung wurde das Andenken an Alois Andritzki in der DDR-Zeit, in der überzeugte Christen und andere nicht kommunistische Opfer des Faschismus in der Regel wenig gewürdigt wurden, stets gepflegt. 1984 errichteten sorbische Jugendliche ein Kreuz auf der Schanze in Panschwitz-Kuckau. Die Kuckauer Schanze wurde seitdem zu einer Begegnungsstätte der sorbischen katholischen Jugend. Die Aufschrift des Jugendkreuzes ist dem Primizbildchen Alois Andritzkis entnommen.
Am Geburtshaus Alois Andritzkis in Radibor wurde 1984 ein von Werner Juza geprägtes Kupferrelief als Gedenktafel angebracht. Der katholische Kindergarten des Ortes erhielt den Namen Dom Alojsa Andrickeho (Alois-Andritzki-Haus). In Vorbereitung des Katholikentreffens wurde im Februar 1987 in Dresden eine Straße nach Andritzki benannt. Die Stadt Bautzen benannte ebenfalls eine Straße nach ihm. Die Grundschule von Rząsiny in Niederschlesien (Polen) ist nach ihm benannt. Im Januar 1998 widmete die Stiftung Sächsische Gedenkstätten zur Erinnerung an die Opfer politischer Gewaltherrschaft gemeinsam mit dem Münchner-Platz-Komitee e. V. in Dresden den Gedenktag zur Erinnerung an die Opfer des Nationalsozialismus Alois Andritzki und der tschechischen Journalistin Milena Jesenská.
Die katholische Kirche hat Kaplan Alois Andritzki  im Jahr 1999 als Glaubenszeugen in das deutsche Martyrologium des 20. Jahrhunderts aufgenommen.
Am 10. Dezember 2010 teilte die Kongregation für die Selig- und Heiligsprechungsprozesse in Rom mit, dass der am 2. Juli 1998 eröffnete Seligsprechungsprozess abgeschlossen sei. Am 13. Juni 2011 wurde Alois Andritzki in einem Pontifikalamt vor der Kathedrale Sanctissimae Trinitatis (Katholische Hofkirche Dresden) seliggesprochen. Alois Andritzki ist nicht nur der erste sorbische Selige, sondern auch der erste aus Sachsen stammende. Bereits am 5. Februar 2011 waren in feierlicher Prozession die Urnen von Alois Andritzki, Bernhard Wensch und Aloys Scholze vom Alten Katholischen Friedhof in die Kathedrale übertragen worden, wo sich die Urnen aller drei ermordeten Priester auf dem Märtyreraltar befinden.
Seit Juni 2011 erinnert vor der Kathedrale in Dresden ein Stolperstein an Andritzki.
Am 12. April 2014 fand am Deutsch-Sorbischen Volkstheater in Bautzen die Uraufführung des musikalischen Dramas Chodźić po rukomaj – Alois Andritzki (deutsch Auf Händen gehen – Alois Andritzki) von Eva-Maria Zschornack und Ulrich Pogoda in der Regie von Lutz Hillmann (* 1959) statt.